# Wamekow

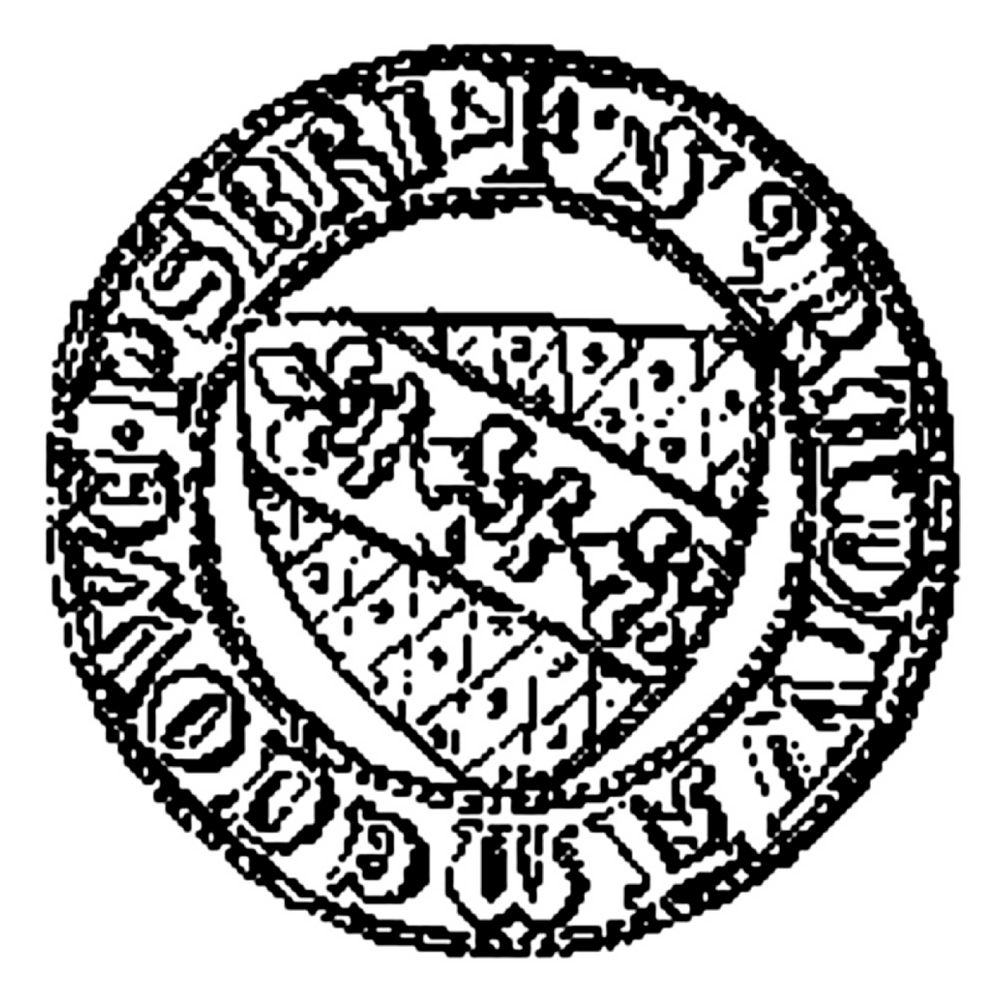
Siegel derer von Wamekow, 1324

Wamekow ist der Name eines ausgestorbenen mecklenburgischen Adelsgeschlecht mit gleichnamigen Stammhaus Wamckow im heutigen Amt Sternberger Seenlandschaft.

## Geschichte
Die Familie Wamekow (Wahmkow)
schien reich begütert gewesen zu sein. Schon 1311 stiftete Hermann Wamekow eine Messe in der Kirche zu Sternberg mit fünfzehn Mark Hebungen aus dem Dorf Stieten. Damals waren vier Vikareien in der Kirche zu Sternberg. 1312 kaufte Hermann Wamekow das halbe Dorf Rosenow, welches später an das Heiligen Geist-Hospital in Sternberg überging Daraufhin verlieh der Fürst Heinrich von Mecklenburg dem plebanius in Pole Conradus Wahmkow, dem Pfarrer Conrad Wamekow auf Pöl und seinem Bruder Hermann als Bürger zu Sternberg, drei Hufen und eine Hofstelle zu Garwensdorf, wie sie der Ritter Dedwig von Oertzen an dieselben verkauft hatte. Die Wamekow schenkten diesen Besitz dem Kloster Neukloster nach dem Tode der Gertrud Wamekow, Tochter des Dietrich Wamekow, welche Nonne ancilla Christi in Campo Solis in diesem Kloster war. Am 4. März 1317 stiftete Barthold Wamekow und seine Brüder famosi viri, nobis dilecti, cives Sternebergenses mit zwanzig Mark jährlicher Hebungen als Abgaben aus dem Dorfe Torgelow, heute Forsthof Turloff nördlich von Wamckow gelegen, für eine Vikarie in der Kirche zu Sternberg. Gesiegelt am 4. März 1317 zu Hohen Viecheln.
Nach Fürst Heinrich trugen ab 1329 weitere in Sternberg Aufenthalt genommene Patrizierfamilien am wachsenden Ansehen der Stadt bei. Neben den von Wamekow gehörten auch die aus Westmecklenburg und Holstein gekommenen Lokatoren Detlev von Gadebusch, Heinrich Rolstede, Siegfried von Grönau dazu. Hermann Wamekow war 1306, Barthold Wamekow 1361 und Nicolaus und Conrad Wamekow waren 1365 Ratmann/Ratmänner zu Sternberg und Beisitzer des Hofgerichts.
1337 verlieh Albrecht von Mecklenburg dem Sternberger Bürger Nicolaus Wamekow das Eigentum über neun Hufen in Pastin. Er wurde noch 1359 in Pastin genannt, sitos in campis ville Partzentin, quos quidem Nicolaus Wamekowe resignauit 1359. 1357 überließ Nicolaus Wamekow dem Heiligen Geist-Hospital zu Sternberg zweieinhalb Hufen im Dorfe Pastin, mit denen eine Vikarei gestiftet wurde. 1359 gab er nochmals vierzehn Hufen aus demselben Dorfe. 1398 wurde ein Nicolaus Wamekow als Vikar an der Pfarrkirche in Güstrow erwähnt.
Am 11. Dezember 1428 immatrikulierte sich Hinricus Wamekowe für das Wintersemester 1428/1429 unter Nr. 63 an der Universität Rostock.
Johann Wamekow, Vikar an der Pfarrkirche zu Grossen-Eixen, fundiert am 6. Junii 1434 unter Beistimmung des Bischofs zu Schwerin, eine Vikarei in der Kirche zu Sonnenkamp zur anständigen Besoldung für das Kloster und fundiert sie aus seinem Vermögen mit Hebungen aus Moltenow, Veelböken und Steinfeld.
Von 1446 bis 1449 wurden im Nonnenkloster zu Dobbertin bei geschäftlichen Dingen neben dem Propst Nicolaus Beringher auch immer die Priorin Anna Wamekow des Konvents in den wenigen vorhandenen Urkunden genannt. Beide siegelten die Urkunden, doch bei der am 29. Juli 1448 durch den Propst Beringher und die Priorin Anna Wamekow ausgestellten Urkunde handelt es sich um eine dreiste Fälschung, denn das an der Urkunde hängende, leider beschädigte Büffelkopfsiegel gehörte dem Fürsten Johann von Werle von 1300. Nur wenige Monate später siegelte der derselbe Propst mit einem schönen Propstsiegel und die Priorin Anna Wamekow mit einem kleinen Geschäftssiegel.
Ende des 15. Jahrhunderts starb das sich nur um Sternberg ausgebreitete und in den Urkunden selten vorkommende Geschlecht von Wamekow aus.

### Besitzungen
Zu den bisher bekannten Besitzungen gehören
- Wamckow, mit dem Stammgut Wamckow[15] im ehemaligen Amt Crivitz.
- Turloff, nördlich von Wamckow.
- Pastin, östlich von Sternberg
- Blankenberg
- Finkenthal

### Wappen und Siegel
Das Wappen zeigt einen mit drei hintereinander aufsteigenden Lilien belegten Schrägbalken. Eine Tingierung ist nicht bekannt.
Die Umschrift des Siegels lautet: R(B)A DI WAMECOWE.

### Gedruckte Quellen
- Mecklenburgisches Urkundenbuch (MUB)
- Mecklenburgische Jahrbücher (MJB)

### Ungedruckte Quellen
- Landeshauptarchiv Schwerin (LHAS)
  - LHAS 1.5-4/3 Urkunden Kloster Dobbertin.
  - LHAS 2.12-3/2 Klöster und Ritterorden. Dobbertin Nr. 248 Verzeichnis der in Urkunden gefundenen Geschlechternamen sowie Priorinnen und Klosterjungfrauen zu Dobbertin 1541–1560.